# Díporo
Díporo är en ort i Grekland.   Den ligger i prefekturen Nomós Grevenón och regionen Västra Makedonien, i den centrala delen av landet, 280 km nordväst om huvudstaden Aten. Díporo ligger 578 meter över havet och antalet invånare är 139.
Terrängen runt Díporo är huvudsakligen kuperad, men söderut är den platt. Runt Díporo är det glesbefolkat, med 17 invånare per kvadratkilometer. Närmaste större samhälle är Deskáti, 14,7 km sydost om Díporo. Trakten runt Díporo består till största delen av jordbruksmark.